# 빅터 머추어

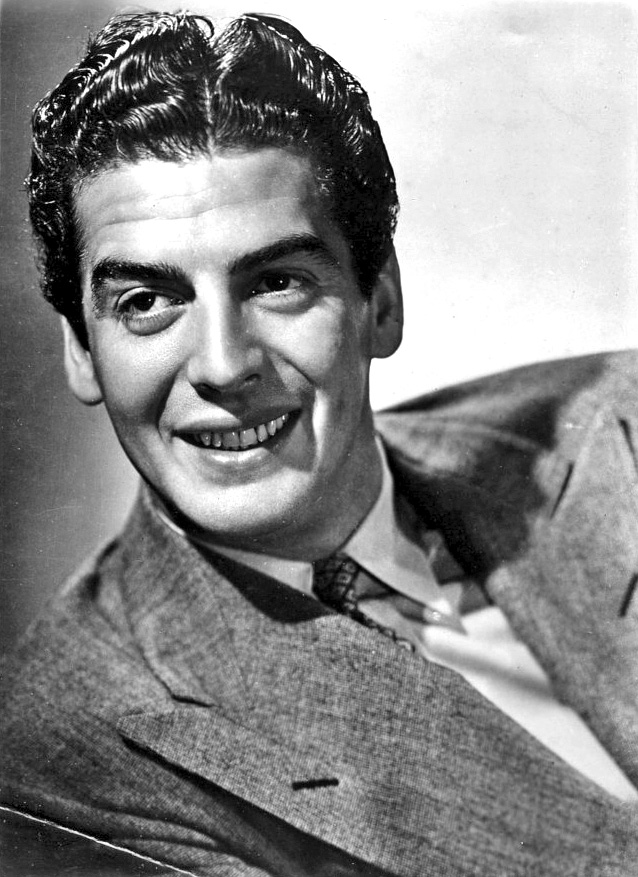

빅터 머추어(Victor Mature, 1913년 1월 29일 ~ 1999년 8월 4일)는 미국의 배우, 연극 배우, 텔레비전 배우, 영화배우이다.
루이빌에서 태어났다.

## 영화
- 삼손과 데릴라 (1984년)
- 얼굴 없는 표적 (1979년)
- 헤드 (1968년)
- 폭스를 잡아라 (1966년)
- 한니발 (1959년)
- 팀북투(영어판) (1958년)
- 자라크 (1956년)
- 난폭한 토요일 (1955년)
- 이집트 (1954년)
- 드미트리우스와 검투사들 (1954년)
- 바그다드의 베일 (1953년)
- 성의 (1953년)
- 썸딩 포 더 버즈 (1952년)
- 백만달러 인어 (1952년)
- 아윌 겟 바이 (1950년)
- 와바시 애비뉴 (1950년)
- 이지 리빙 (1949년)
- 삼손과 데릴라 (1949년)
- 크라이 오브 더 시티 (1948년)
- 이중 노출 (1947년)
- 황야의 결투 (1946년)
- 송 오브 더 아일런즈 (1942년)
- 마이 갤 샐 (1942년)
- 브로드웨이로 간 토미 (1942년)
- 상하이 제스처 (1941년)
- 노, 노, 나네트 (1940년)